# Bleek nestzwammetje
Het bleek nestzwammetje (Cyathus olla) is een paddenstoel uit de orde Agaricales. Het is een van de soorten nestzwammetjes waarbij de sporen gevormd worden in eivormige lichaampjes (peridiolen), die zelf weer in een nestvormige beker zitten. De buitenkant van de beker is bedekt met tegen de wand liggende, fijne grijsbruine haartjes. Aanvankelijk is de beker bedekt met een vliezig dekseltje (epiphragm).
Het bleek nestzwammetje onderscheidt zich van het gestreept nestzwammetje (Cyathus striatus) door het ontbreken van strepen op de beker en van Cyathus stercoreus omdat deze zwarte eitjes heeft.

## Eigenschappen

### Uiterlijke kenmerken
Het vruchtlichaam is 0,9 tot 1,5 cm hoog en 0,7 tot 1,3 cm breed. Het is bekervormig tot klokvormig met een omgebogen rand. Eerst is het vlokkig, later kaal. De kleur varieert van bruinachtig tot geelachtig grijsbruin. De binnenkant is glad en donkergrijs met zes tot acht 'eitjes', die grijsachtig van kleur zijn. Deze eitjes zijn schijfjes van ongeveer 2,5 mm. 

### Microscopische kenmerken
De elliptische tot eivormige sporen zijn 11-12 × 7-8 µm groot.

## Voortplanting
Eerst zitten de eitjes met een wit draadje (funiculus) aan de binnenkant van de beker of aan elkaar vast. Later raken ze los en worden door de regen uitgespoeld. De eitjes hebben een stevig omhulsel (peridium) met daarin sporen. Die verstuiven later zoals bij stuifzwammen.

## Ecologie
De soort komt voor in groepen, vaak in een groot aantal op de grond in bossen en tuinen. Soms zitten ze ook in bloempotten. Het is een vrij algemene verschijning, levend in of op plantenresten.

## Verspreiding
Het bleek nestzwammetje wordt bijna wereldwijd verspreid, in Europa komt hij voor van het Middellandse Zeegebied tot Ierland, Schotland en centraal Scandinavië.

## Foto's

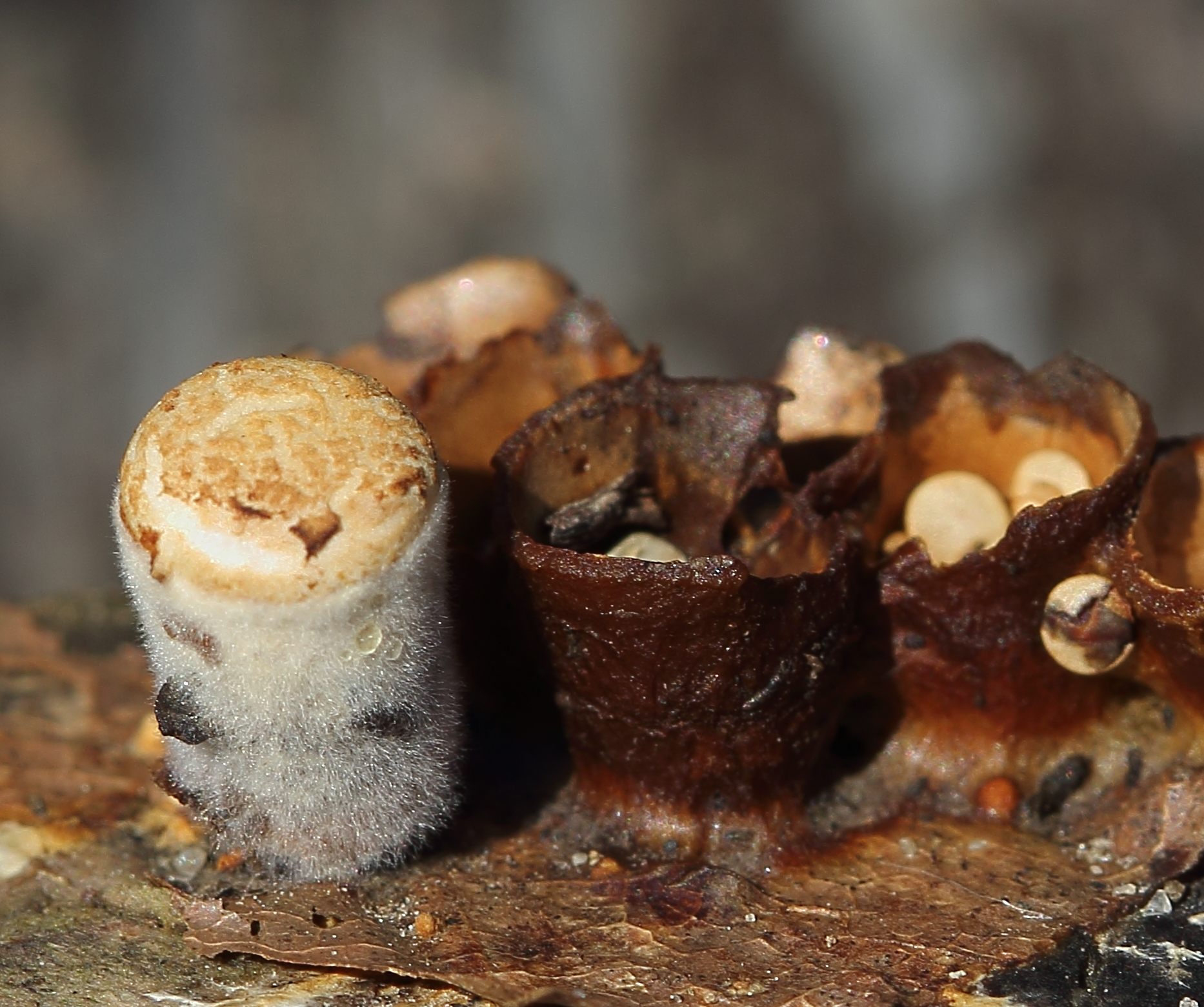
Links een jong vruchtlichaam
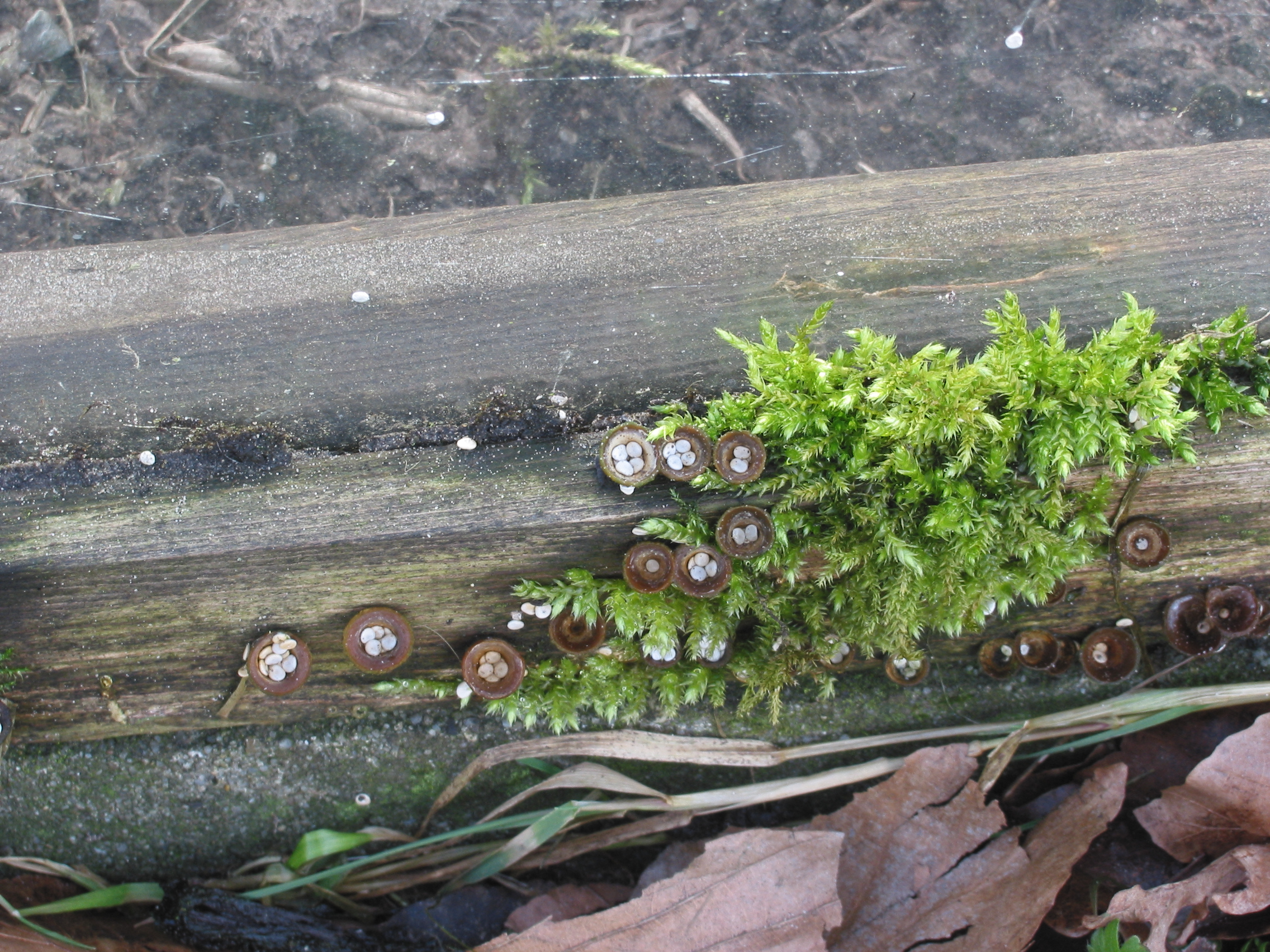